# Creoleon ducalis
Creoleon ducalis är en insektsart som beskrevs av Navás 1929. Creoleon ducalis ingår i släktet Creoleon och familjen myrlejonsländor. Inga underarter finns listade i Catalogue of Life.